# Inishowen

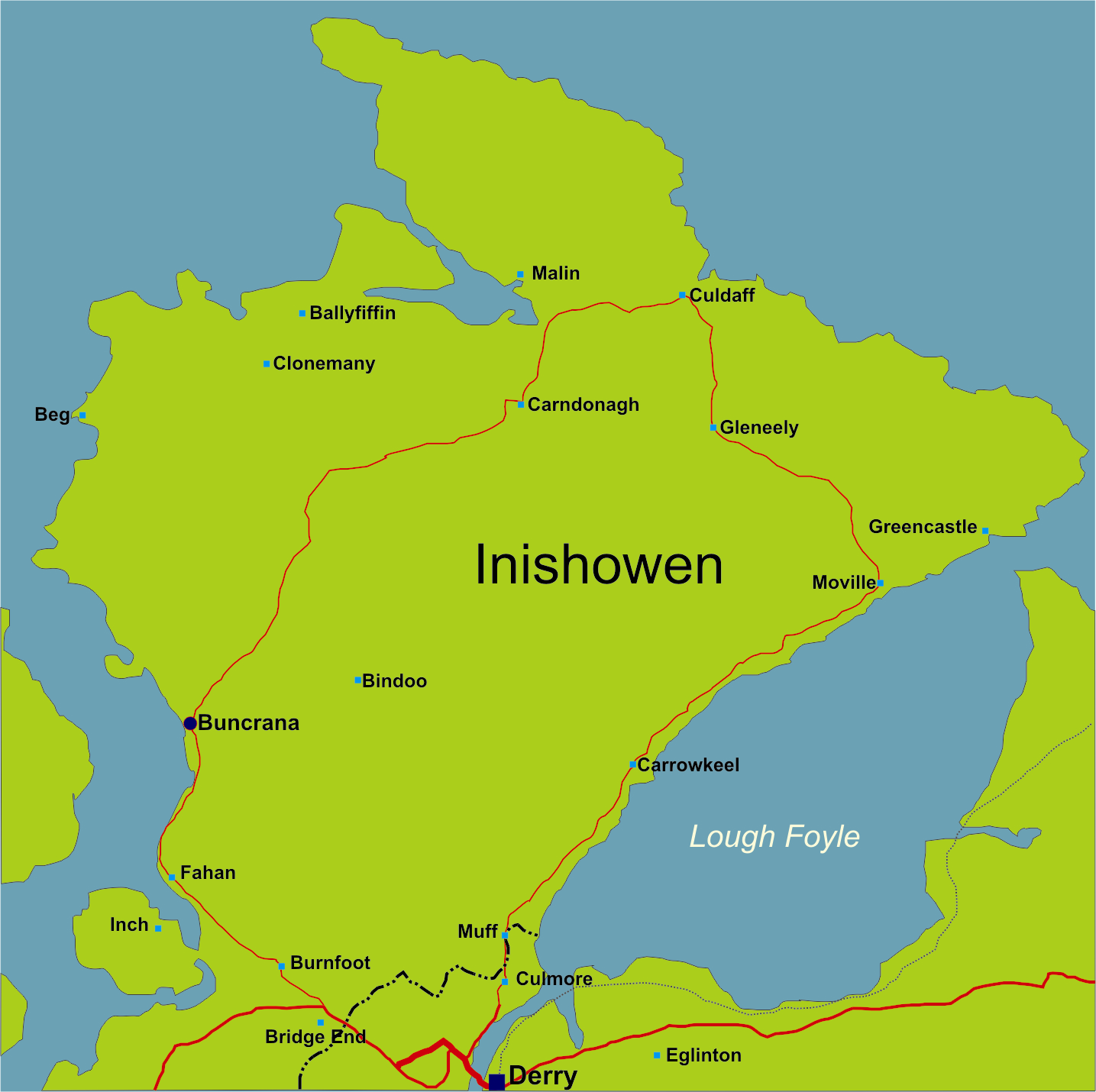
Península d'Inishowen

Inishowen (gaèlic irlandès: Inis Eoghain, que vol dir 'Illa d'Eoghan') és una península al comtat de Donegal, a la República d'Irlanda. També és la península més gran de l'illa d'Irlanda. Inishowen és un lloc pintoresc amb una història interessant. La península inclou el punt més septentrional d'Irlanda, Malin Head, amb les dunes de Lagg, unes de les més altes d'Europa, així com Grianan an Aileach, un fort reial construït pel clan Uí Néill en el segle vi. Grianan es troba a l'entrada de la península.

## Viles d'Inishowen
Les principals ciutats i viles d'Inishowen són:
- Ballyliffin, Buncrana, Bridgend, Burnfoot, Burt
- Carndonagh, Carrowmenagh, Clonmany, Culdaff
- Dunaff
- Fahan
- Glengad, Gleneely, Greencastle
- Killea
- Malin, Malin Head, Moville, Muff
- Newtowncunningham
- Redcastle
- Quigley's Point

## Geografia

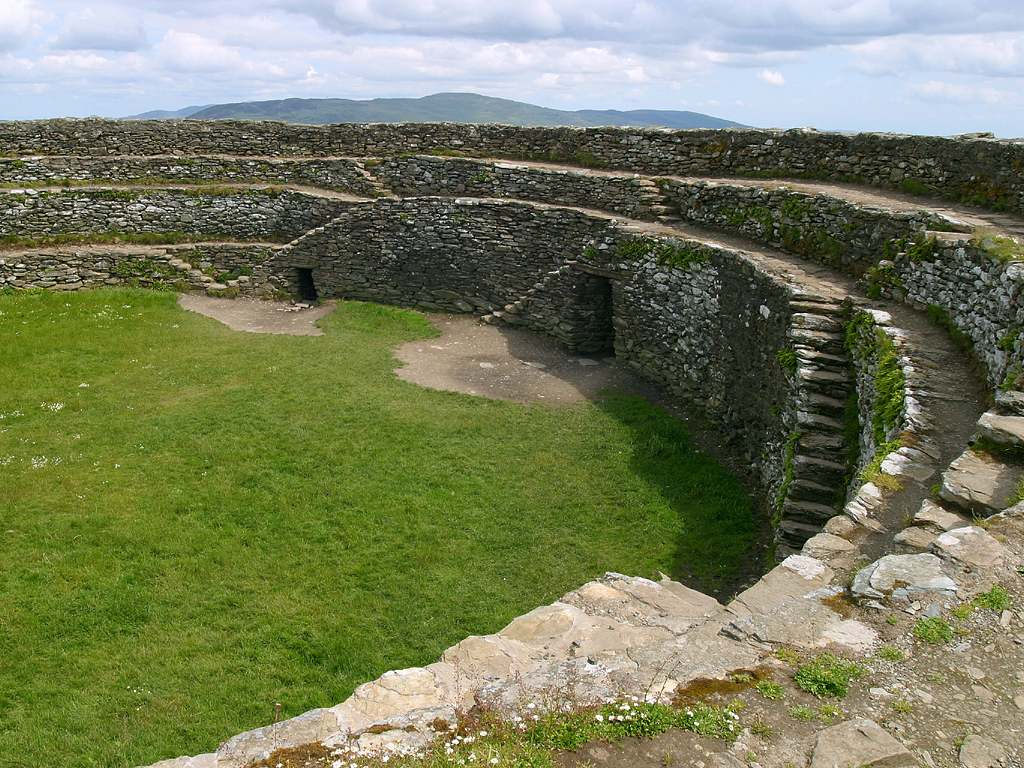
El fort de pedra Grianan an Aileach a Inishowen

Inishowen té una extensió de 884,33 km². Limita al nord amb l'oceà Atlàntic, a l'est amb el llac Foyle i a l'oest amb el Lough Swilly. S'uneix pel sud amb la resta del comtat de Donegal, la part coneguda com a Tír Conaill, i amb el comtat de Derry. Històricament, l'àrea de Derry a l'oest del riu Foyle també forma part d'Inishowen, ja que el Foyle conforma la seva frontera natural. La majoria de la població d'Inishowen habita a les àrees costaneres perifèriques mentre que l'interior consisteix en petits turons, amb abundància de pantans. El major d'aquests turons es diu Sliabh Sneacht (de l'irlandès 'muntanya nevada'), que té una altitud de 619 metres sobre el nivell del mar. Altres turons principals es localitzen a Malin Head així com en els pujols d'Urris, a l'oest d'Inishowen. A causa de la seva geografia, Inishowen sol tenir condicions atmosfèriques suaus, amb temperatures lleugerament superiors a la resta d'Irlanda a l'estiu i lleugerament més càlides a l'hivern, especialment durant períodes gèlids.
Inishowen té diversos ports, alguns dels quals s'usen per a finalitats pesqueres, com el de Greencastle, Bunagee i Leenan. Un ferri estacional creua el Foyle i connecta Greencastle amb Magilligan, al comtat de Derry, mentre que un altre creua el Swilly i connecta Buncrana amb Rathmullan. A la localitat de Fahan, s'hi ha construït un port esportiu privat.
Hi ha diverses illes petites properes a les costes d'Inishowen, i en destaquen les d'Inishtrahull i Glashedy, ambdues deshabitades, encara que la primera va estar habitada a principis del segle xx. Inch, al Swilly, tècnicament ja no és una illa, perquè s'ha construït una calçada elevada que la connecta amb terra ferma a Tooban, al sud de Fahan.
El Swilly és un llac amb forma de fiord i va tenir importància estratègica en els anys de l'Imperi britànic com a port de profunditat. El Foyle és important, ja que és l'entrada a la ciutat de Derry, però és molt menys profund que el Swilly i requereix que els vaixells que entrin i surtin del port de Derry facin ús d'una barca guia.

## Demografia
Segons el darrer cens d'Irlanda, el 2006, Inishowen tenia una població de 31.802 habitants, amb un creixement del 8,4% sobre 1996. Buncrana és la ciutat més gran a Inishowen, amb una població el 2006 de 3.394 persones en la seva àrea urbana.

## Història
Anterior a la formació del comtat de Donegal, l'àrea va ser nomenada Inis Eoghain ('illa d'Eoghan') per Éogan mac Néill, fill de Niall dels Nou Ostatges (Niall Naoigeallach, gran rei d'Irlanda), nom que també s'utilitza per a Tyrone (irlandès: Tír Eoghain). Inis Eoghain és també l'antiga pàtria del Mac Lochlainn (descendents de la tribu Eoghan), un clan que va créixer tant que amb el temps van posar sota setge el rei de Limerick, que va arribar al nord d'Aileach, havia ordenat la destrucció del fort d'Aileach i que cada soldat s'endugués una pedra de la fortalesa per tal d'evitar-ne la reconstrucció. Més tard, després de la decadència dels Mac Lochlainn, el lideratge d'Inis Eoghain va ser usurpat pel clan Ó Dochartaigh, ja que va perdre la seva pròpia terra a la zona de la vall de Laggan a Tír Conaill.
Inishowen té molts monuments històrics que es remunten als primers assentaments, passant per les ruïnes de diversos castells, i el fort de Grianan Aileach. L'antiga fortalesa de Grianan Ailigh va ser seu dels reis d'Irlanda, incloent-hi tant els grans reis del clan Mac Lochlainn, que va ocupar el poder a Inis Eoghain durant molts segles. Va ser restaurada al segle xix, encara que darrerament ha patit alguns desperfectes que s'han traduït en el col·lapse parcial de la paret lateral sud. Entre les principals ruïnes del castell d'Inishowen, hi ha Carrickabraghey a l'illa de Doagh, el castell normand de Greencastle, els castells d'Inch, Buncrana i Elagh.
El 1196 el cavaller anglonormand John de Courcy, que havia envaït Ulster el 1177, va derrotar el rei de la Cenél Conaill i la majoria de Donegal restà a la seva mercè. Dos anys més tard va tornar a arrasar Inishowen. No obstant això, Courcy va ser derrotat pel clan O'Neill encapçalat pel seu cap Aedh Meith, i es va veure incapaç de conquerir la part occidental de l'Ulster